# Rassenschande

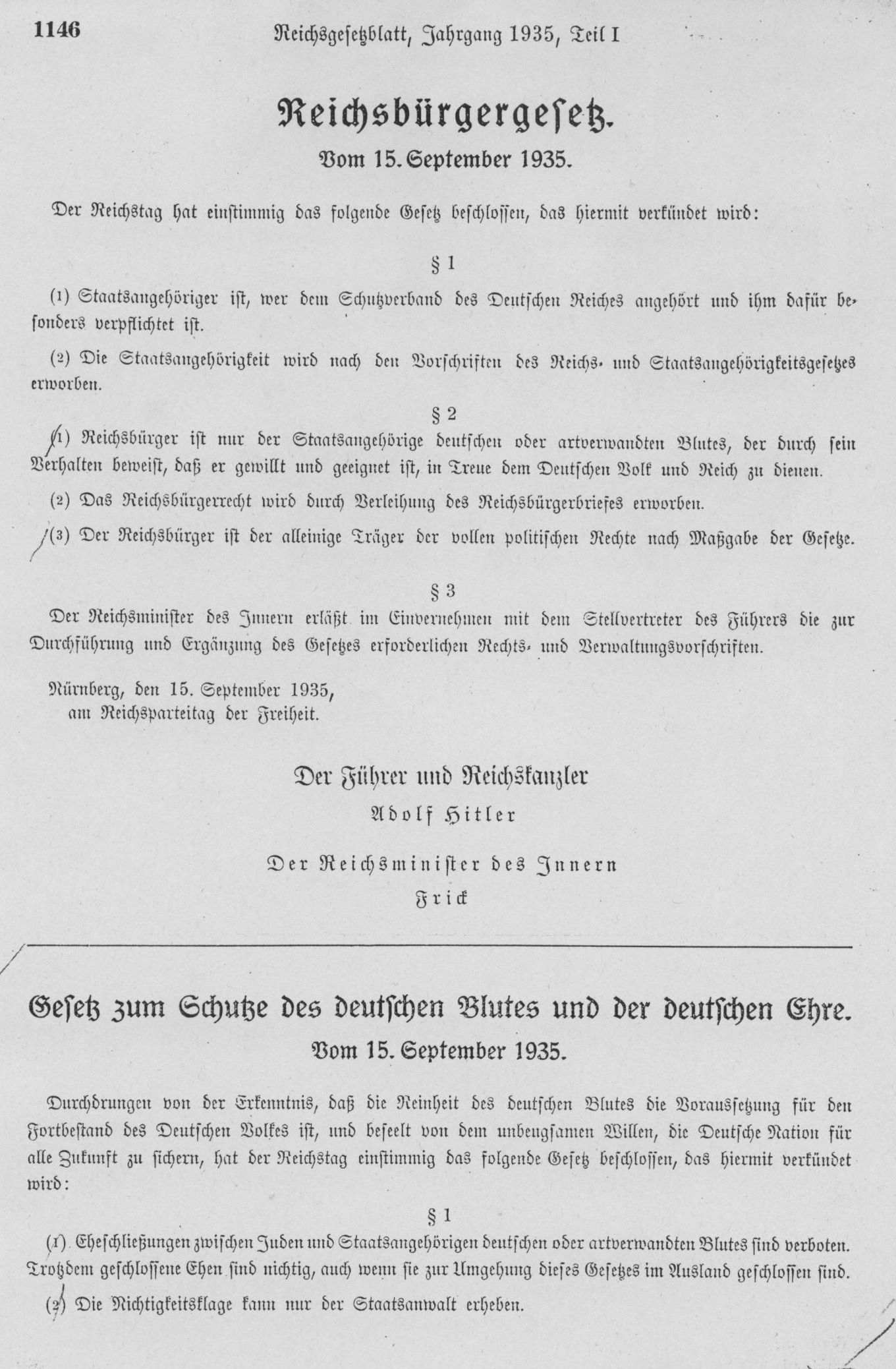

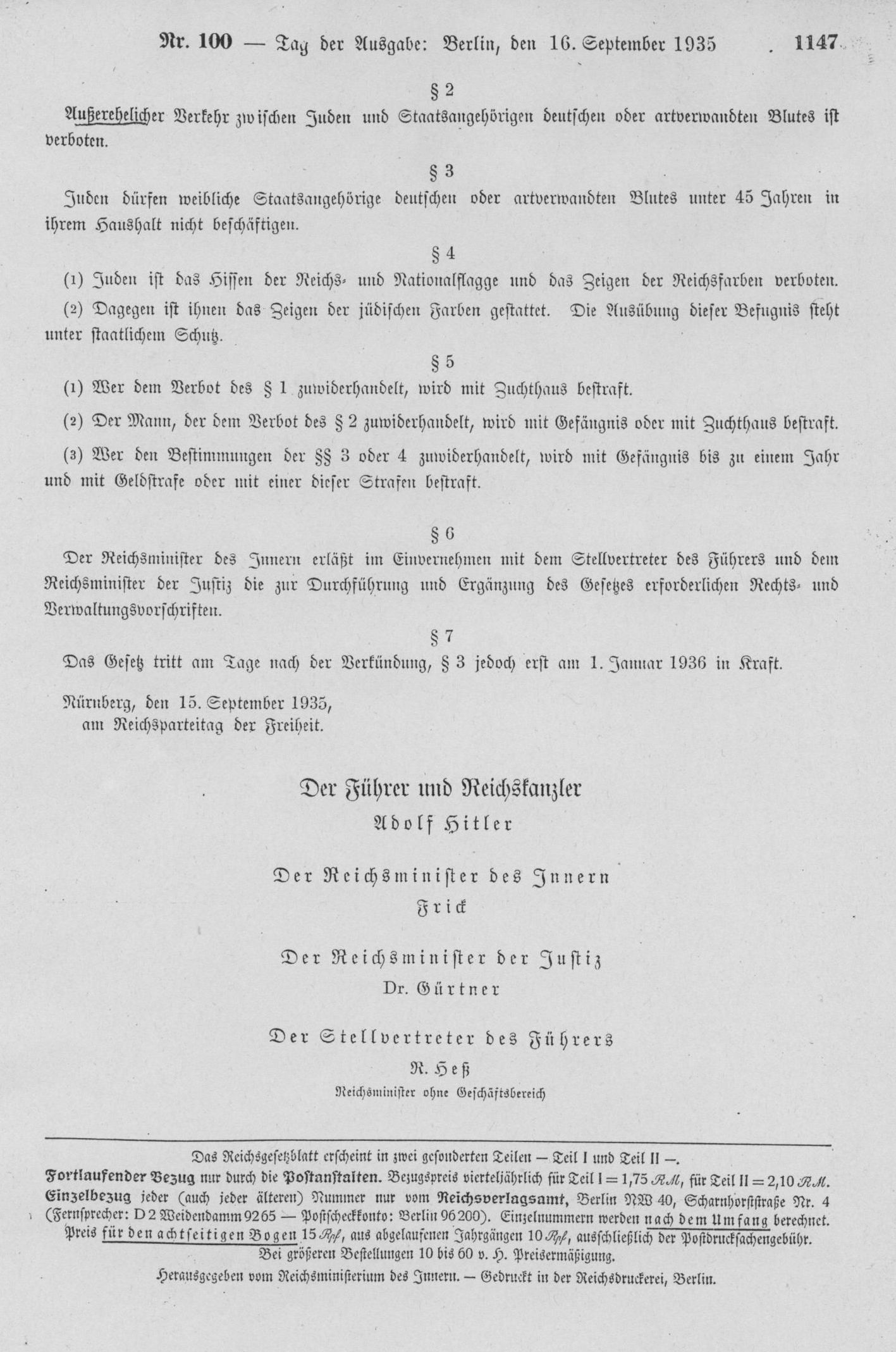
Reichsgesetzblatt Nr. 100, ausgegeben am 16. September 1935: „Reichsbürgergesetz“ und „Gesetz zum Schutze des deutschen Blutes und der deutschen Ehre“

Rassenschande war ein von dem nationalsozialistischen Hetzblatt Der Stürmer so bezeichneter Straftatbestand, mit dem ab 1935 nach dem Gesetz zum Schutz des deutschen Blutes und der deutschen Ehre sog. Mischehen und außerehelicher Geschlechtsverkehr zwischen „Juden“ und „Staatsangehörigen deutschen oder artverwandten Blutes“ verboten und mit Zuchthaus oder Gefängnis bestraft wurden. 
In antisemitischen Kreisen war der Grundgedanke aber nicht neu und lässt sich weit vor das Jahr 1933 zurückverfolgen. In einem Gesetzentwurf der NSDAP-Fraktion im Reichstag von 1930 und einer Denkschrift des preußischen Justizministers Hanns Kerrl von 1933 waren die Tatbestände zunächst als Rassenverrat bezeichnet worden.

## Ideologiegeschichtlicher Hintergrund
Die Begriffe „Rassen-“ und „Blutschande“ waren bereits populäre Topoi in der völkischen Bewegung gewesen, die diese im Rahmen der eugenischen Rassentheorien diskutierte und propagierte. Der Begriff Rassenschande wurde nachweislich bereits vor dem Ersten Weltkrieg im deutschsprachigen Raum für sexuelle Beziehungen zwischen Personen verschiedener ethnischer Herkunft bzw. zwischen Nichtjuden und Juden verwendet. Blutschande hat außerhalb des völkischen Kontextes eine andere Bedeutung und ist synonym zu Inzest.
So ermahnte der geschäftsführende Bundesvorsitzende des Deutschvölkischen Schutz- und Trutzbundes, Gertzlaff von Hertzberg, auf dem Deutschen Tag in Weimar im Oktober 1920 die Deutschen, keine „Rassenschande“ zu begehen. In einer von der Ortsgruppe Meißen des Schutz- und Trutzbundes herausgegebenen Broschüre mit dem Titel Eine unbewußte Blutschande – der Untergang Deutschlands. Naturgesetze über die Rassenlehre aus dem Jahr 1921 hieß es:

„Mischung der Rassen und Arten ist Sünde wider das Blut und führt zum Verderben. Blutschande hat die Völker der Erde vernichtet.“

Der Führer der Deutschvölkischen Freiheitspartei und zeitweilige NSDAP-Landesleiter von Thüringen, Artur Dinter, Autor des bereits 1917 erschienenen antisemitischen Tendenzromans Die Sünde wider das Blut, nahm 1924 mit seiner Forderung wesentliche Inhalte der Nürnberger Gesetze vorweg:

„Das deutsche Volk muß gegen jüdische Schändung und Bastardisierung geschützt werden. Ehen zwischen Deutschen und Juden sind gesetzlich zu verbieten. Ein Jude, der ein deutsches Mädchen oder eine deutsche Frau verführt […], wird mit Zuchthaus bestraft.“

Prominenz hatten die Begriffe auch während der völkischen Agitation gegen die alliierte Rheinlandbesetzung nach Ende des Ersten Weltkriegs. Da hierbei auch französische Soldaten afrikanischer Herkunft zum Einsatz kamen, wurde von völkischer Seite eine regelrechte Propagandakampagne gegen die „Schwarze Schmach“ geführt, worin die Kolonialsoldaten als brutale Wilde dargestellt wurden, die durch sexuelle Übergriffe auf deutsche Mädchen und Frauen das „deutsche Blut“ besudeln würden (vgl. „Rheinlandbastard“). In den Deutschvölkischen Blätter des Schutz- und Trutzbundes hieß es zu diesem Thema unter anderem:

„Was sagt die Welt zu den sich immer mehr häufenden Verbrechen der wilden Bestien an wehrlosen deutschen Frauen und Kindern? Wissen die weißen Völker der Welt darum? Es muß bezweifelt werden, denn man kann nicht glauben, daß sie alle gar kein Gefühl für die Rassenschande haben, die uns und damit auch ihnen als weißen Völkern angetan wird.“

## Gesetzgebung

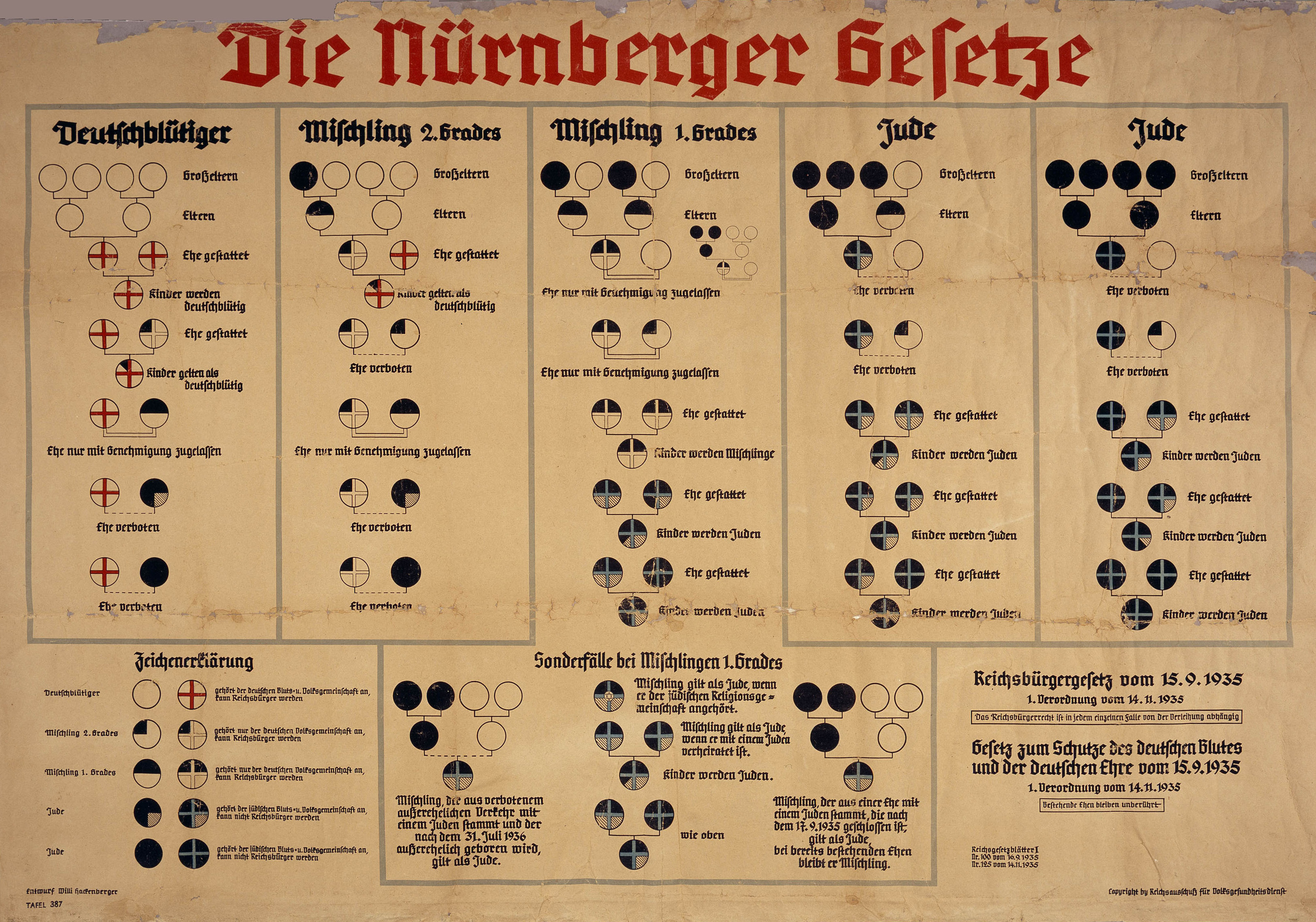
Bildtafel zum „Blutschutzgesetz“ (1935)

Nach der „Machtergreifung“ wurden „Rasseschänder“ öffentlich angeprangert; es kam in Einzelfällen zu Übergriffen der SA und zu Verschleppungen in „Schutzhaft“. Vorschläge und Gesetzentwürfe „zur Regelung der Stellung der Juden“, wie ihn zum Beispiel Rudolf Heß am 6. April 1933 an Julius Streicher schickte, nahmen schon Bestimmungen des späteren „Blutschutzgesetzes“ vorweg und enthielten teils schärfere Bestimmungen als die Nürnberger Gesetze. Bis 1935 gab es aber noch keine gesetzlichen Maßnahmen zur „Unterbindung weiterer Blutsvermischung des deutschen Volkes“. Für die Nichtigkeit, Anfechtbarkeit oder Scheidung von Ehen galten nur die einschlägigen Paragraphen des Bürgerlichen Gesetzbuchs (BGB), was Reichsinnenminister Wilhelm Frick in einem Runderlass vom 17. Januar 1934 noch ausdrücklich betonte.
Nach widersprüchlichen Entscheidungen verschiedener Gerichte zum Vorliegen eines Ehehindernisses im Fall einer Mischehe erging am 26. Juli 1935 ein Runderlass des Reichsinnenministers an die Standesbeamten, wonach die Reichsregierung beabsichtige, „die Frage der Verehelichung zwischen Ariern und Nichtariern binnen kurzem allgemein gesetzlich zu regeln“. Bis dahin sollten die Standesbeamten „in allen Eheschließungsfällen, in denen ihnen bekannt ist oder nachgewiesen wird, dass der eine Beteiligte Vollarier, der andere Volljude ist, das Aufgebot oder die Eheschließung bis auf weiteres“ zurückstellen.
Ende Juli 1935 forderte Reinhard Heydrich im Namen des Geheimen Staatspolizeiamts „mit Rücksicht auf die Unruhe [d. h. die von örtlichen Parteistellen inszenierten Ausschreitungen], die in der Bevölkerung durch das rasseschänderische Verhalten deutscher Frauen“ entstehe, vom Justizministerium, dass „alsbald auch der außereheliche Geschlechtsverkehr zwischen Ariern und Juden unter Strafe gestellt wird“.
Auf dem „Reichsparteitag der Freiheit“ im September 1935 wurde dann auf Anweisung Adolf Hitlers in großer Hast und für die Öffentlichkeit überraschend das „Gesetz zum Schutz des deutschen Blutes und der deutschen Ehre“ vom 15. September 1935 (RGBl. I, S. 1146; auch kurz „Blutschutzgesetz“ genannt) als eines der beiden Nürnberger Gesetze verabschiedet.  
Mit Rücksicht auf außenpolitische Erwägungen wurde der Straftatbestand von der amtlichen Strafrechtskommission nicht in das Reichsstrafgesetzbuch aufgenommen, sondern im Nebenstrafrecht geregelt.
Das Blutschutzgesetz verbot Eheschließungen zwischen Juden und „Deutschblütigen“. Die „Erste Verordnung des Gesetzes zum Schutze des deutschen Blutes und der deutschen Ehre“ vom 14. November 1935 präzisierte, dass auch die Eheschließung zwischen Juden und „jüdischen Mischlingen zweiten Grades“ mit nur einem jüdischen Großelternteil untersagt sei, da diese den „Deutschblütigen“ zugerechnet werden sollten. „Jüdische Mischlinge ersten Grades“, die von zwei jüdischen Großeltern abstammten, durften „Deutschblütige“ oder „jüdische Mischlinge zweiten Grades“ nur mit besonderer Genehmigung des Reichsausschusses zum Schutze des deutschen Blutes heiraten. Für die Entscheidung waren die „körperlichen, seelischen und charakterlichen Eigenschaften des Antragstellers, die Dauer der Ansässigkeit seiner Familie in Deutschland, seine oder seines Vaters Teilnahme am Weltkrieg und seine sonstige Familiengeschichte“ zu beurteilen. Eine Ehe zwischen zwei Vierteljuden „soll nicht geschlossen werden.“
Wurden durch das Gesetz für illegal erklärte Ehen zwischen Juden und „Deutschblütigen“ zur Umgehung des Verbots im Ausland geschlossen, konnten sie für nichtig erklärt werden; die Beteiligten wurden mit Zuchthausstrafe bedroht. Für den außerehelichen Geschlechtsverkehr lautete die Strafbestimmung im  § 5 (2): „Der Mann […] wird mit Gefängnis oder Zuchthaus bestraft.“ Die Bestimmung, dass nur der Mann einer Bestrafung unterlag, soll auf eine Anweisung Hitlers eingefügt worden sein. Im maßgeblichen Kommentar zum Gesetz wurde dies damit begründet, dass es nur dann zur Überführung komme, wenn die Frau als Zeugin aussagt. Wäre sie hingegen selbst von Strafe bedroht, hätte sie ein Zeugnisverweigerungsrecht.
Die Erste Verordnung zum Reichsbürgergesetz vom 14. November 1935 weitete das Eheverbot auf andere Gruppen aus: Es sollten grundsätzlich alle Ehen unterbleiben, die die „Reinerhaltung des deutschen Blutes“ gefährdeten. Ein Rundschreiben zählte dazu „Zigeuner, Neger und ihre Bastarde“ auf.
Am 22. Juni 1938 erfolgte ein Erlass des Reichsinnenministeriums, wonach die Unterbringung von Juden in Krankenanstalten so auszuführen sei, „daß die Gefahr von Rassenschande vermieden wird. Juden sind in besonderen Zimmern unterzubringen.“

## Strafurteile
Zwischen 1935 und 1943 wurden 2211 Männer wegen „Rassenschande“ verurteilt. Die Anzahl der eingeleiteten Ermittlungsverfahren war erheblich höher; meist löste eine Denunziation die Ermittlungen aus. Die Strafrahmen des Gesetzes waren ungenau und weit gefasst. Die Formulierung eröffnete Richtern gewollt die Möglichkeit, Juden strenger zu bestrafen als die „deutschblütigen“ Männer (Gummiparagraph). Eine regionale Auswertung der Urteile bestätigt, dass jüdische Männer deutlich höhere Strafen erhielten als „Deutschblütige“. Mildernde oder erschwerende Tatbestände waren im Gesetz nicht definiert und die Strafhöhe reichte von einem Tag Gefängnis bis zu 15 Jahren Zuchthaus. Bei einem Drittel der Urteile gegen Juden wurden Zuchthausstrafen zwischen zwei und vier Jahren verhängt; annähernd ein Viertel der Abgeurteilten wurde noch strenger bestraft. Die Höchststrafe von 15 Jahren wurde nur selten ausgesprochen.
Nach Beginn des Zweiten Weltkriegs konnte auf Grundlage der Verordnung gegen Volksschädlinge auch die Todesstrafe verhängt werden. So zogen im berüchtigten Todesurteil gegen Leo Katzenberger die Richter die „Verordnung gegen Volksschädlinge“ heran, weil die angebliche Tat im Schutze der Verdunklung stattgefunden habe. Es sind fünf weitere Fälle aus den Jahren 1941 bis 1943 bekannt, in denen Richter die eigentlich im Blutschutzgesetz nicht vorgesehene Todesstrafe verhängten, indem sie verschärfende Bestimmungen gegen „Verdunklungsverbrecher“ oder „gefährliche Gewohnheitsverbrecher“ (wie im Fall Werner Holländer) heranzogen. Zum Teil wurden die Verfahren auch vor einem Sondergericht geführt.
Eine bereits 1936 erfolgte ausufernde Interpretation des Reichsgerichts zum Begriff „außerehelicher Verkehr“ stellte auch „solche Betätigungen“ unter das Gesetz, „durch die der eine Teil seinen Geschlechtstrieb auf einem anderen Wege als durch Vollziehung des Beischlafs vollziehen will“. Diese Auslegung machte es möglich, sogar Zärtlichkeiten und Küsse als „Rassenschande“ zu bestrafen.
Obwohl dem Gesetz nach die Frau straflos gestellt war, konnte sie wegen Begünstigung oder Meineides bestraft werden, wenn sie ihren Partner zu schützen versuchte. Häufig wurde die Frau bis zum Abschluss des Verfahrens in „Schutzhaft“ genommen, teils unter dem Vorwand, damit eine Wiederholungsgefahr ausschließen zu müssen. Dadurch wurde die Bestimmung des Gesetzes unterlaufen, bis Hitler selbst eingriff und am 16. Februar 1940 eine Ergänzungsverordnung erlassen wurde, nach der die Frauen wegen Begünstigung (die nach § 257 RStGB die Strafvereitelung einschloss) und Teilnahme (die nach dem III. Abschnitt des Ersten Teils des RStGB Anstiftung und Beihilfe einschloss) straffrei bleiben sollten. Davon unberührt blieb die Strafdrohung bei Meineid. Die Gestapo war ab Mitte 1937 dazu übergegangen, ihr zu milde erscheinende Gerichtsurteile zu korrigieren und die „jüdischen Rasseschänder“ in Haft zu nehmen. Auch einige jüdische Frauen wurden ab 1937 nach Abschluss eines Verfahrens offenbar in ein Konzentrationslager eingewiesen, wo es für diesen Personenkreis ein eigenes Kennzeichen gab.
Das Blutschutzgesetz trug maßgeblich zur wachsenden sozialen Isolierung der jüdischen Deutschen bei. Es legte damit ein Fundament für die spätere Verfolgung und Massenvernichtung im Holocaust.